# Michele Moretti
Michele Bruno Moretti, conegut pel nom de guerra de Pietro Gatti, (Como, 26 de març de 1908 – Como, 5 de març de 1995) va ser un partisà, sindicalista i futbolista comunista italià. Va exercir de comissari polític de la 52a Brigada Garibaldi Luigi Clerici, operativa al mont Berlinghera, prop del llac de Como, que va ser comandada per Pier Luigi Bellini delle Stelle («Pedro»). L'any 1945 va tenir un rol determinant en la retenció, detenció i execució de Benito Mussolini i de la seva parella Clara Petacci. Alguns autors el consideren l'autor material de l'execució.

## Biografia
Nascut el 26 de març de 1908 a la ciutat italiana de Como, l'any 1922 el seu pare, Fedele, el van acomiadar de la feina de ferroviari perquè era socialista. A nivell educatiu va cursar fins a sisè de primària i després va assistir a diverses classes nocturnes. El 14 d'octubre de 1936 es va casar amb Teresa Tettamanti, que posteriorment va entrar a la Resistència italiana com a missatgera, amb el nom de batalla d'«Ada Piffaretti». D'aquesta unió va néixer el seu únic fill Fiorangelo, que va premorir abans que fes quaranta anys. No obstant això, Fiorangelo es va casar amb Mirella i van tenir un fill anomenat Michelle Moretti en honor l'avi partisà.

### Futbolista
Durant la seva jovent va tenir una trajectòria esportiva com a futbolista, en la posició de defensa, als equips juvenils de l'Esperia FC, després al Como 1907 i, finalment, al FC Chiasso. Amb el Como 1907 va debutar la temporada 1930-1931, quan l'equip va obtenir el primer lloc i la promoció a la Serie B sense perdre ni tan sols un partit. Amb aquest va disputar quatre campionats de cadet, en els quals va sumar un total de 83 aparicions.

### Sindicalista i partisà
A la segona meitat de la dècada de 1930 va ingressar al nucli de Maslianico del Partit Comunista Italià, en aquells moments clandestí, i va ser un dels principals organitzadors de les vagues prèvies al 26 de juliol de 1943, i després de 1944 a Como i rodalia. Va ser arrestat per la policia feixista per tal de ser deportat a Alemanya però, el 13 d'abril de 1944, va aconseguir fugir del centre de detencions de Sesto San Giovanni. De retorn a Como, va intentar organitzar una fugida massiva del mateix camp on va ser empresonat. Mentrestant, en vida clandestina, va assumir el nom de guerra de «Pietro Gatti» i, juntament amb Luigi Clerici i Luigi Canali («Capitano Neri»), va contribuir a la formació de la Brigada Front Proletari (a partir de l'agost de 1944 anomenada com a 52a Brigada Garibaldi Luigi Clerici) sobre les muntanyes del llac de Como, on ja s'estaven formant grups de partisans. Va assumir el càrrec de comissari polític, primer del destacament Puecher de la 52a Brigada Garibaldi Luigi Clerici, liderada per Pier Luigi Bellini delle Stelle («Pedro»), i posteriorment, de tota la brigada, després que l'1 de gener de 1945 fos assassinat Enrico Caronti («Romolo»). Després de les baixes i les detencions que va patir la brigada, en particular el comandant Luigi Canali, Moretti va treballar per a reorganitzar la resistència a les ciutats costaneres i va proposar a Pier Luigi Bellini delle Stelle («Pedro»), com a comandant militar de la brigada, renunciant a la tasca que en primer lloc se li havia donat de comandament de la divisió llombarda.
El 27 abril 1945, a la localitat de Musso, Moretti va participar en unes delicades negociacions amb el tinent Willy Flamminger, comandant d'una columna motoritzada alemanya en retirada cap al nord formada per 38 vehicles i 200 soldats, ja que la força dels partisans del control era decididament inferior a la dels alemanys i volien estalviar-se un nou vessament de sang. Les negociacions es van concloure amb l'acord de deixar passar fins al següent punt de control de Dongo, uns quilòmetres més enllà, a canvi d'inspeccionar l'interior dels camions. En aquesta revisió el partisà Urbano Lazzaro («Bill») hi va reconèixer a Benito Mussolini, la seva amant Clara Petacci, sis ministres de la República Social Italiana, així com nombroses personalitats vinculades, els quals van ser detinguts. Al voltant de les 3 de la matinada del 28 d'abril, Moretti va formar part del grup de partisans que van traslladar Mussolini i Petacci a Bonzanigo, un llogaret de la població de Tremezzina, prop de la casa de la família De Maria, partidaris i coneguts des de feia anys de Luigi Canali («Capitano Neri»).

### L'execució de Mussolini

#### Versió històrica

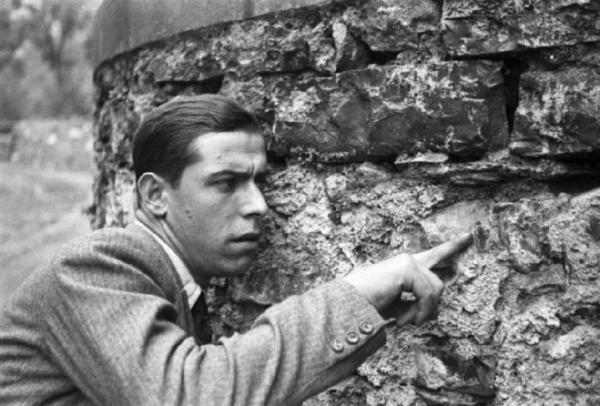
Reconstrucció de l'execució de Mussolini. El partisà Urbano Lazzaro («Bill») indica el punt precís del mur on se'l va afusellar, a Giulino de Mezzegra l'octubre de 1945.

Segons la versió històrica, a les 15:15 hores del 28 d'abril de 1945, Moretti va acompanyar els caps partisans Aldo Lampredi («Guio») i Walter Audisio («Valerio»), arribats de Milà per a matar Mussolini, al lloc secret on els dirigents feixistes estaven presoners. Moretti anava armat d'una metralladora MAS model 1938 de fabricació francesa, del calibre del 7,65 de llarg, que actualment es conversa al Museu de Tirana. Per la seva banda, Lampredi anava armat amb una pistola Beretta model 1934, calibre 9 mm., que va ser donada posteriorment al partisà Alfredo Mordini («Riccardo») i actualment es conserva al Museu Històric de Voghera, i Audisio anava proveït d'una metralladora Thompson, que va ser successivament transferida al comissari polític de la divisió partisana d'Oltrepò, Alberto Maria Cavallotti, sense haver-se utilitzat.
Poc després de les 16 hores del 28 d'abril es van emportar Mussolini i Petacci en cotxe fins davant de la Vil·la Belmonte, a la localitat de Giulino di Mezzegra. Moretti i Lampredi van ser enviats pel coronel Audisio a bloquejar el carrer en ambdues direccions. Segons la darrera descripció dels fets, proporcionada per Audisio i publicada pòstumament, confirmada de forma substancial a les memòries de Lampredi, lliurades el 1972 i publicades a L'Unità el 1996, la metralladora d'Audisio es va encallar i el líder partisà va cridar a Moretti que, corrent, li va portar la seva. Amb aquesta arma, Audisio va deixar anar una ràfega de trets mortal contra el dirigent feixista Benito Mussolini i la seva acompanyant Clara Petacci. Després, es va produir un tret de gràcia sobre el cos de Mussolini, presumiblement amb la pistola de Lampredi, segons la darrera versió dels fets, publicada per Audisio. A lloc de l'execució es van trobar bales del calibre del 7,65, compatibles amb la metralladora de Moretti. Pel que fa a la mort de Benito Mussolini, Moretti, com a home de partit, fidel i esquiu, sempre va donar la versió oficial dels fets, confirmant a Walter Audisio com a autor material de l'execució. Entre els historiadors, però, hi ha qui afirma que va ser el mateix comissari polític Moretti qui va prémer el gallet de la metralladora MAS i va matar el dirigent feixista i la seva parella.

#### Versió del partisà «Sandrino»

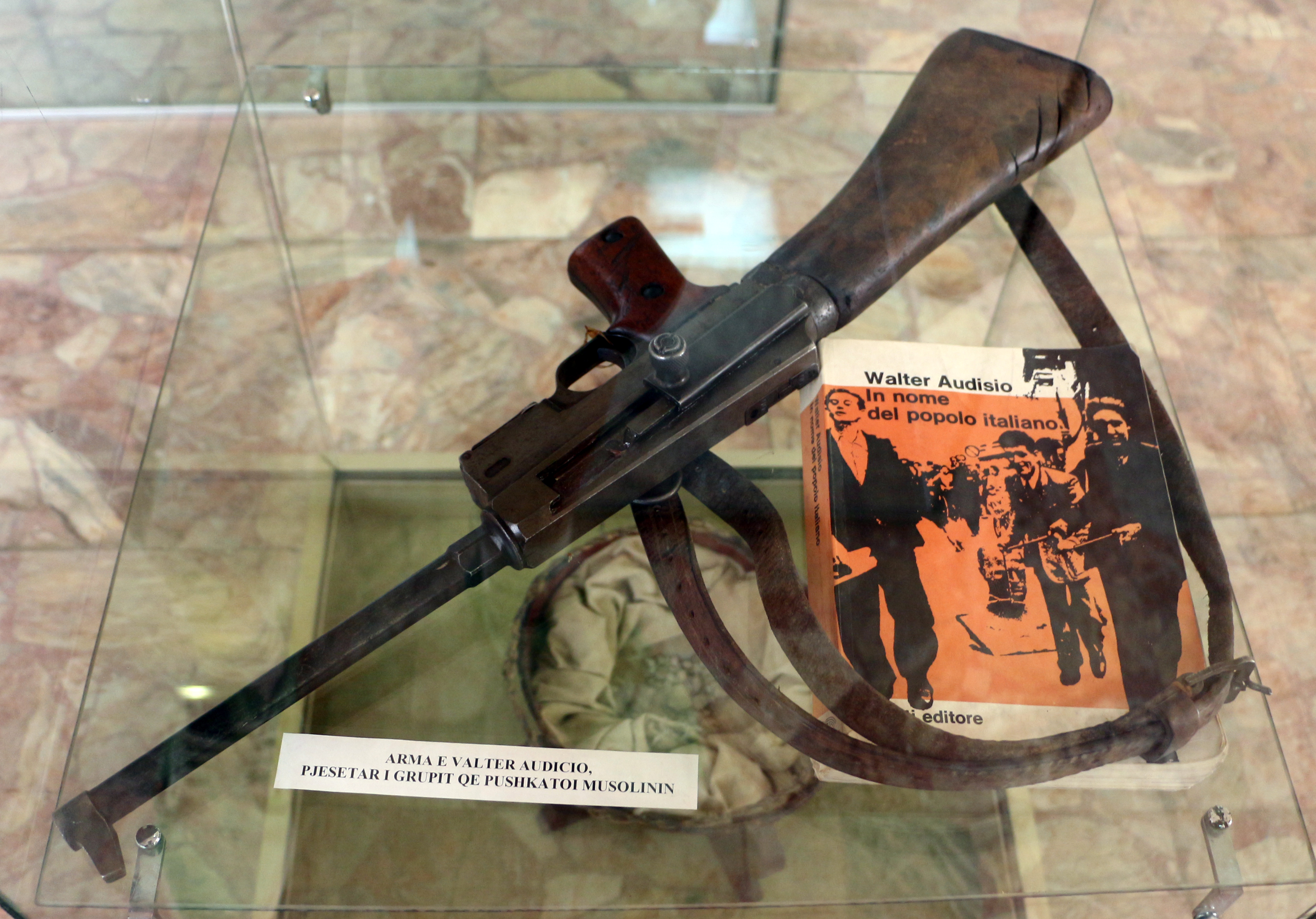
La metralladora MAS38 de Moretti, que probablement va disparar a Mussolini (Museu Històric Nacional albanès, a Tirana)

El partisà Guglielmo Cantoni, també anomenat «Menefrego» o pel nom de guerra «Sandrino», que juntament amb Giuseppe Frangi («Lino») va custodiar el 28 d'abril de 1945 a Mussolini i Petacci a la casa de la família De Maria, va declarar al periodista Ferruccio Lanfranchi del periòdic Corriere d'Informazione una de les primeres versions dels fetes, que amb posterioritat acabarien sent lleugerament diferents al relat oficial. Cantoni va declarar haver seguit a peu l'esquadró de partisans responsables de l'afusellament, així com a les víctimes de l'execució, i haver arribat a temps Vil·la Belmonte per veure a Audisio disparar un parell de trets de pistola contra el dirigent feixista, el haviaquedat inesperadament dempeus; però - sobretot – Cantoni va declarar que la ràfega de metralleta que va colpejar tant a Mussolini com a Petacci va ser disparada per Michele Moretti, que va intervenir amb l'objectiu de resoldre l'atzucac. Successivament, Audisio va disparar uns altres dos trets de pistola sobre el cos de Mussolini, que encara es movia.
El 2005, Pierluigi Baima Bollone, catedràtic de Medicina legal a la Universitat de Torí, va fer un segon examen de l'autòpsia realitzada el 1945 sobre el cadàver del dirigent feixista i un estudi informatitzat de les fotografies i imatges de la pel·lícula dels cossos suspesos a la gelosia de la placeta Loreto i sobre la taula de la morgue de Milà, sobre les armes utilitzades i les petjades trobades, així com sobre els registres mèdics de Mussolini en vida. Basat en el posicionament dels forats d'entrada i sortida dels dos cadàvers, detectats a partir de fotografies dels cossos i l'autòpsia de 1945, Baima Bollone va considerar lògic suposar que «l'acció decisiva en les dues morts la van dur a terme dos tiradors, dels quals el primer es va col·locar davant de l'objectiu constituït per Petacci i Mussolini, un al costat de l'altre i lleugerament avançant-se un de l'altre, i el segon de costat». Aquesta darrera afirmació corroboraria la mecànica de la història reportada a les declaracions al Corriere d'Informazione, el 1945, pel partisà Cantoni, que atribuïa l'acció letal a la ràfega de Michele Moretti.

#### Versió de l'agent secret Lada-Mokarski
El 2009, els investigadors Giorgio Cavalleri, Franco Giannantoni i Mario J. Cereghino, van efectuar un acurat examen dels documents dels serveis secrets estatunidencs dels anys 1945 i 1946, desclassificats durant el mandat de Bill Clinton. Aquest examen va revelar un informe datat de 30 de maig de 1945 de l'agent de l'OSS Valerian Lada-Mokarski. L'agent, després haver escoltat el relat d'alguns "testimonis presencials", transmet dues notes sobre l'afusellament que semblen donar fe del paper que va jugar Moretti en l'assumpte, més incisiu del que es va informar a la versió oficial dels fets.
Segons l'informe del 30 de maig, més exhaustiu que l'anterior, el tiroteig va ser realitzat per tres homes: un "líder partisà" (que els autors de la investigació van identificar com a Aldo Lampredi), un home vestit de civil (identificat per l'agent de l'OSS com a Audisio), i un home amb uniforme partisà (identificat com a Michele Moretti). Els trets del "civil", armat amb un revòlver, haurien arribat a Mussolini obliquament i, immediatament després, mentre que l'home amb uniforme de partisà l'hauria disparat directament al pit amb una metralladora. Aleshores va ser el torn de Petacci, a la qual es va dispara diversos trets al pit. Tot i això, l'informe conclou que, en un moment posterior, va intervenir un partisà local, a qui els autors identifiquen com a Luigi Canali («Capitano Neri») que, després que el "líder partisà" el fes apropar, hauria disparat amb la seva pistola dos trets al cos de Mussolini, que encara era viu.

### Postguerra
Després de la guerra d'alliberament, va dirigir la segona companyia de la "Policia del poble" a la via Borgovico de la ciutat de Como, però, es va dictar una ordre de detenció contra ell per l'anomenat «or de Dongo»: la desaparició de 33 milions de lires de l'època així com l'or confiscat a la desembocadura del riu Mera a les autoritats feixistes que acompanyaven a Mussolini. El novembre de 1945 va fugir cap a les ciutats italianes de Màntua i Savona, i després es va exiliar a Iugoslàvia, on va treballar com a lampista a la ciutat eslovena de Ljubljana, amb el pseudònim d'«Achille», fins al juny de 1946. En tornar a casa, va romandre amagat fins que es va revocar l'ordre d'arrest el maig de 1947, després del sobreseïment de les acusacions que li van imputar durant la fase d'investigació. En defensa pròpia, sempre va afirmar que els actius confiscats als alemanys es van lliurar al comandant de la plaça i que, anteriorment, l'or s'havia amagat en una masia de Pian di Spagna per després ingressar-lo en un banc de Domaso. El fet que es perdés el rastre d'aquests valors va donar peu a múltiples acusacions i especulacions.
Després de passar dos anys aturat, va tornar a treballar a la fàbrica de paper Burgo, situada a Maslianico, i seguidament, com a operari a la tintoreria Pessina. També va reprendre l'activitat sindical i va ocupar el càrrec de cap de la comissió interna. El 1954, després d'un seguit de demandes laborals, va liderar les lluites obreres a la planta i va ser acomiadat de l'empresa l'any 1955. Després es va dedicar a l'autoocupació com a artesà.
Pel que fa als fets dels quals va ser protagonista el 1945, sempre va mantenir una confidencialitat estricta. En les poques entrevistes realitzades, va donar suport a la versió oficial sobre la mort de Benito Mussolini, tot i que en les últimes declaracions va donar a entendre que era el responsable directe de l'execució de Mussolini i Petacci, responent sobre la seva presumpta autoria: «I fins i tot si fos jo, canviaria alguna cosa per a tu?». L'any 1993, el municipi de Como li va atorgar l'honor de l'Abbondino d'Or, el màxim guardó de la ciutat atorgat a persones de la zona.
Va morir el 5 de març de 1995 a la seva ciutat natal, concretament a Ca' d'Industria di Rebbio, on va ser hospitalitzat. En el seu funeral, marcat per la pluja, hi van assistir 150 persones concentrades al Monument a la Resistència europea. El fèretre es va cobrir de clavells vermells i finalment va ser incinerat.